# Epitrimerus vicinus
Epitrimerus vicinus är en spindeldjursart som beskrevs av Roivainen 1950. Epitrimerus vicinus ingår i släktet Epitrimerus, och familjen Eriophyidae. Arten är reproducerande i Sverige.